# Лонге, Шарль
Шарль Феликс Сезар Лонге́ (фр. Charles Félix César Longuet; 14 февраля 1839, Кан — 5 августа 1903, Париж) — французский журналист и революционер, участник Парижской коммуны и член Международного товарищества рабочих (член Генерального совета товарищества в 1866—1867 и 1871—1872 годах).
Лонге участвовал в Парижской коммуне 1871 года. После поражения коммуны переехал в Англию в качестве беженца. 2 октября 1872 года в Лондоне Лонге женился на Женни Маркс, старшей дочери Карла Маркса. У них было шестеро детей: пять мальчиков (в том числе Жан и Эдгар Лонге) и девочка.
Маркс называл его «последним прудонистом».